# Вербилки
Верби́лки — посёлок городского типа (с 1928) в Талдомском городском округе Московской области Российской Федерации.
Расположен на реке Дубне, в 90 км к северу от Москвы. Железнодорожная станция Вербилки Савёловского направления Московской железной дороги.
В посёлке располагается завод «Фарфор Вербилок», основанный в 1766 году английским купцом Гарднером.
Население — 10 092 чел. (2024).

## История
В одном из документов XVI века (предположительно из Дмитровского архива), было найдено упоминание о сельце Вербильцеве, которое принадлежало дмитровскому горожанину Ртищеву. Но этот документ в настоящее время не найден.
Наиболее раннее документальное упоминание о Вербилках относится к 1627 году; из Дмитровской писцовой книги: «…в том сельце и в пустошах написано пашни худые земли 50 чети в поле, а в дву потому ж, сена 435 копен, лесу пашенного 63 десятины». В 1685 году «Подлинная писцовая книга поместных и вотчинных земель в Повельском стане» свидетельствует о наличии сельца на Дубне в устье Якоти, которое было пустошью Вербилово.
Обращает внимание тот факт, что на протяжении 150—200 лет до 1765 года численность населения не изменилась и была в пределах 15-22 человек. В имении находился господский дом и три избы с крестьянами. Пахотной земли крестьяне имели мало.
В 1678 году при царе Алексее Михайловиче его приближённый боярин князь Пётр Семёнович Урусов получил в числе четырёх пустошей и пустошь Вербилово.
Одно время сельцом владел боярин Семён Никитич Урусов (ум. 1694). Он был женат на дочери фельдмаршала Бориса Петровича Шереметева и владел селом 10 лет. Князь Урусов происходил из новой московской знати. Его родословная шла не от русских князей, потомков Рюрика, а чуть ли не от древних египетских фараонов.
Урусовы владели сельцом до 16 февраля 1766 года, когда оно было куплено у князя Н. В. Урусова Гарднером. В этой купчей Вербилки названы «Верболово». В другом документе, сообщении о покупке в Мануфактур-коллегию от 15 марта 1766 года, Гарднер называет сельцо Вербелово.
Современное название Вербилки устоялось именно при Гарднере и предположительно связано со словом «верба». В некоторых документах поселение названо Вербильцы, что имеет прямое отношение к вербе. На Руси поселения очень часто назывались по особенностям местности или географическим приметам, по названиям рек. По другим версиям название образовано от имени или прозвища Вербол (чьё? — Верболово).
В 1900 году в 2 км от посёлка прошла линия Московско-Ярославско-Архангельской железной дороги и возникла станция «Вербилки». Ныне пристанционный поселок входит в состав Вербилок.
Здесь были построены крупная фарфорово-фаянсовая и майоликовая фабрика и стекольный завод.
Посёлок три раза подвергался авианалётам в Великую Отечественную войну, в основном на станцию железной дороги. В начале сентября 1941 года немецкие бомбардировщики сбросили бомбы на станцию в районе железнодорожного моста. Это был стратегический объект, так как через станцию Вербилки шли поезда на Ленинград, в обход частично захваченной Октябрьской железной дороги. Бомбы не взорвались, попав в мягкий болотный грунт. Остальные бомбы немецкие самолёты сбросили на поле недалеко от деревень Стариково, Князчино, а также у моста через Козловку в районе села Новогуслево. Погибших нет.
Третьего или четвёртого ноября 1941 года немецкий бомбардировщик в два захода бомбил станционные постройки и железнодорожные пути. Пострадали мирные жители, женщины и дети. По разным данным погибло от 2 до 13 человек. Бомбы разрушили узел связи и повредили два жилых дома (частный и многоквартирный). На пути бомбы не попали. После этого инцидента на станции была расквартирована рота особого назначения для охраны железнодорожных путей и сооружений.
Третий и последний налёт на станцию был 12 декабря 1941 года. Самолёт сумел сбросить только одну бомбу, которая попала в дом, где размещался штаб охраны железнодорожных путей. Погиб 1 человек.
В годы войны свыше пятисот жителей Вербилок погибли на различных фронтах. В память о них в посёлке воздвигнута стела. В нынешнем здании Детской школы искусств располагалось главное отделение фронтового госпиталя ХПГ — 102. Во время битвы под Москвой госпиталь принимал раненных бойцов. Работали в нём местные жители. Вблизи посёлка, на местном кладбище находится братская могила воинов 348-й стрелковой дивизии, павших при освобождении Бунятина, Синькова и других окрестных сел, а также умерших от ран во фронтовом госпитале.
В 2025 году рабочий посёлок преобразован в посёлок городского типа.

## Население
Показатели естественного движения населения неблагополучные, превышение смертности над рождаемостью за 5 лет (с 2007 по 2012) составляет 1,6 раза. Незначительно увеличивается население за счет миграции населения (в среднем на 10 человек ежегодно), однако, с учётом естественной убыли, численность населения постоянно снижается. Численность пенсионеров — 2351 человек, что составляет 36,3 % от общей численности населения.
Изменение численности населения по данным переписей и ежегодных оценок:
| 1859    | 1926    | 1939  | 1959  | 1970  | 1979  | 1989    |
| ------- | ------- | ----- | ----- | ----- | ----- | ------- |
| 606     | ↗2600   | ↗6934 | ↗7649 | ↗7912 | ↗8202 | ↗8361   |
| 2002    | 2006    | 2009  | 2010  | 2012  | 2013  | 2014    |
| ↘6764   | ↗6800   | ↘6393 | ↗7022 | ↘6990 | ↗7088 | ↘7062   |
| 2015    | 2016    | 2017  | 2018  | 2019  | 2020  | 2021    |
| ↘7019   | ↘7007   | ↘6992 | ↘6891 | ↘6810 | ↗6869 | ↗10 089 |
| 2023    | 2024    |       |       |       |       |         |
| ↗10 094 | ↘10 092 |       |       |       |       |         |

## Экономика
Промышленность является ведущей отраслью экономики посёлка. Доля отрасли в общем объёме отгруженной продукции и оказанных услуг составляет 49,4 %. Преобладает частный вид собственности. В производстве основных видов продукции наибольший удельный вес имеет выпуск фарфоровой посуды. В основном бюджет Вербилок формирует завод «Фарфор Вербилок».
Строительный комплекс посёлка представлен ООО «Прометей», выполняющим большую часть работ по реконструкции и капитальному ремонту объектов. С 2010 года в Вербилках осуществляется крупный инвестиционный проект: строительство шести девятиэтажных жилых домов — микрорайон Черёмушки (ООО «Газнистрой»).

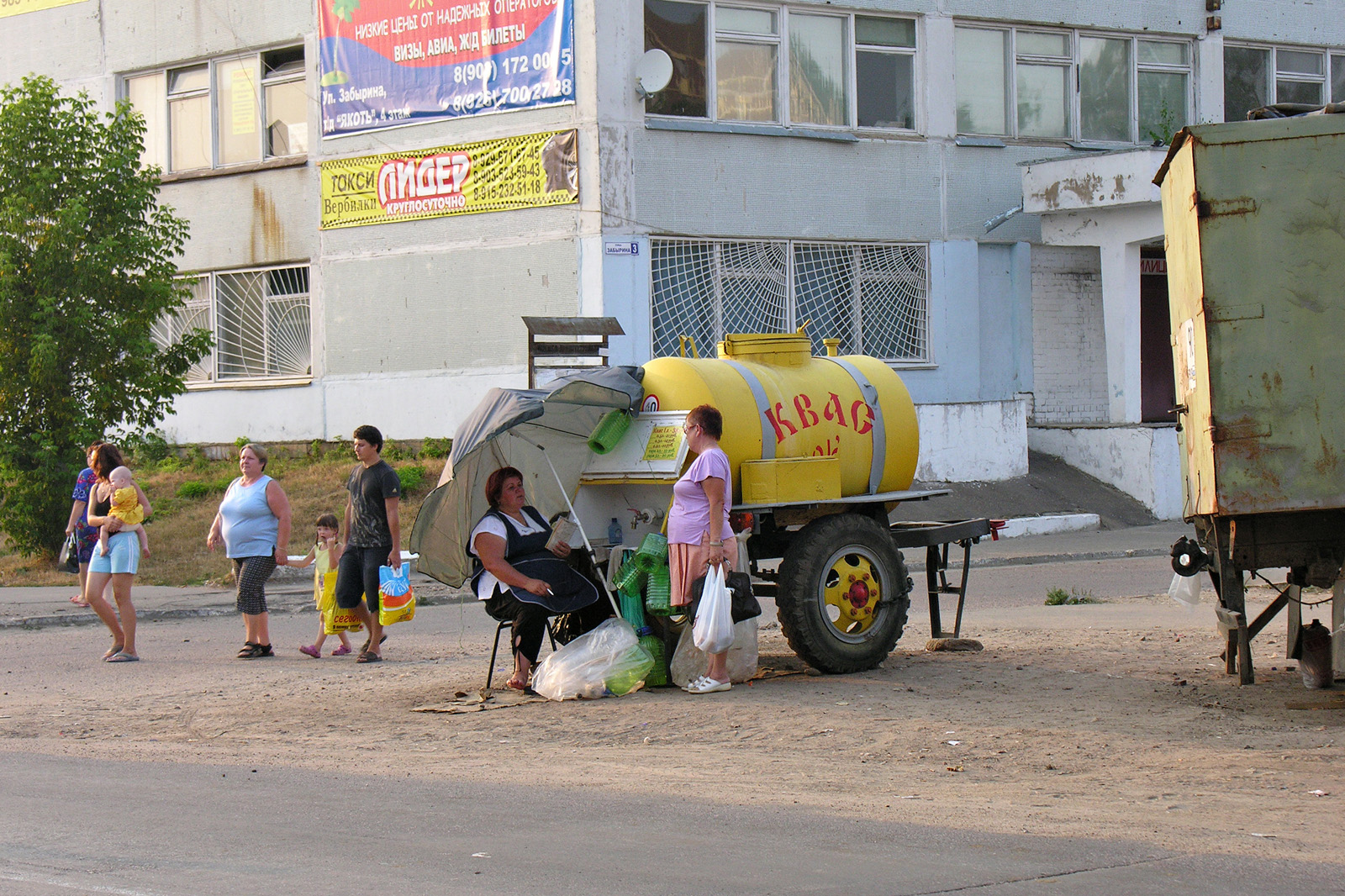
Продажа разливного кваса в Вербилках, 2010 год.
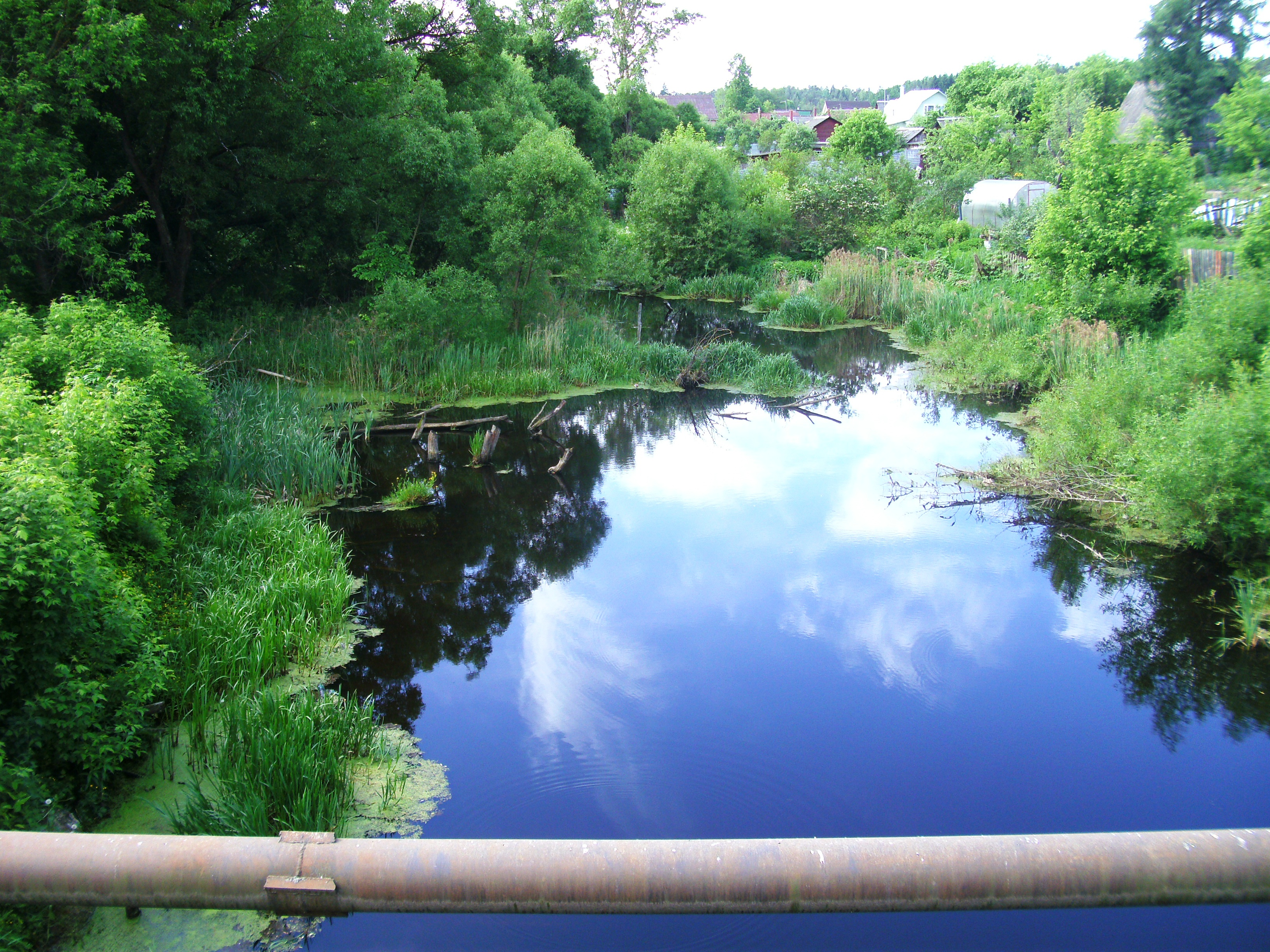
Река Якоть на территории посёлка
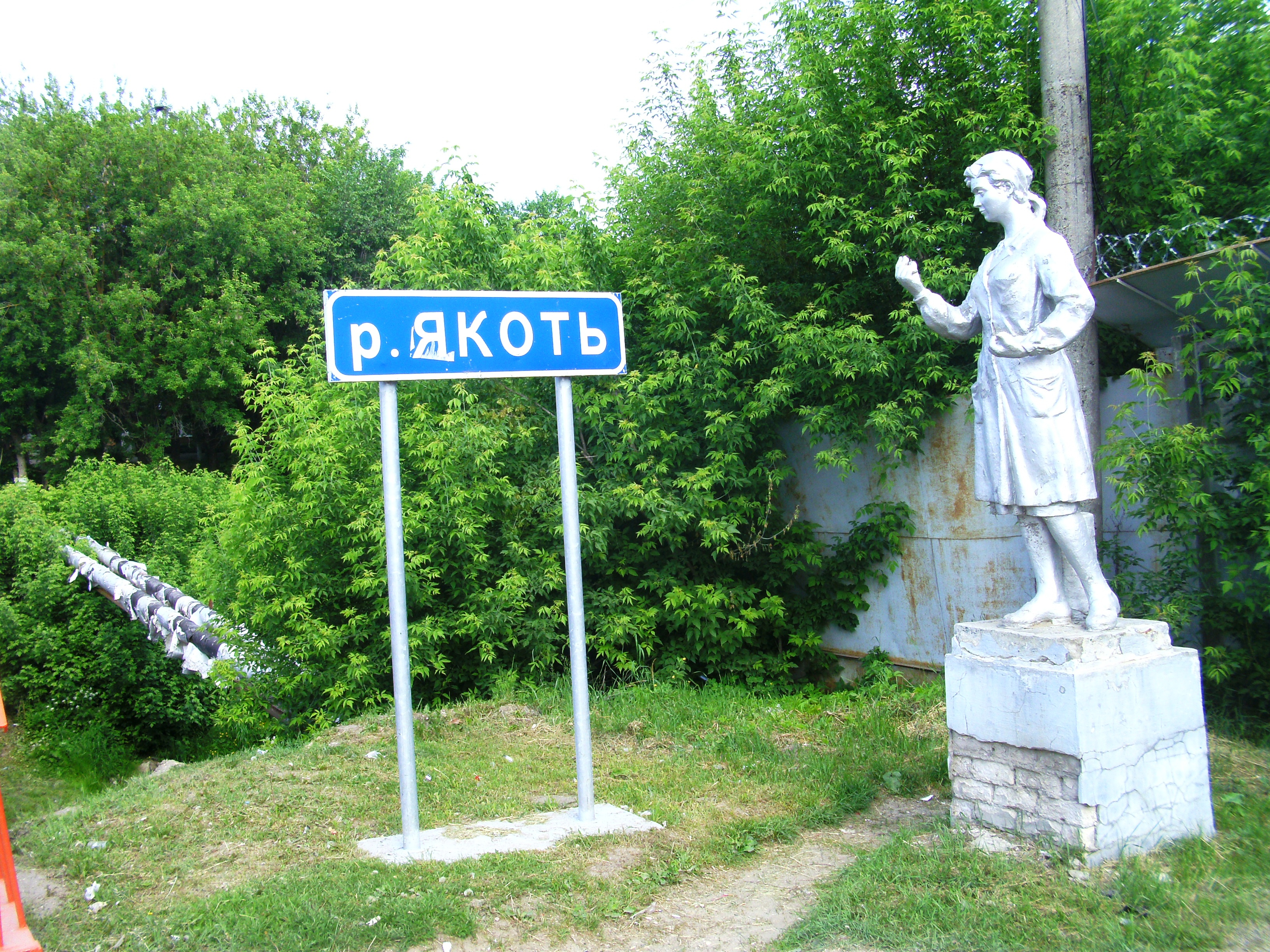
На ул. Победы у фарфорового завода

## Инфраструктура

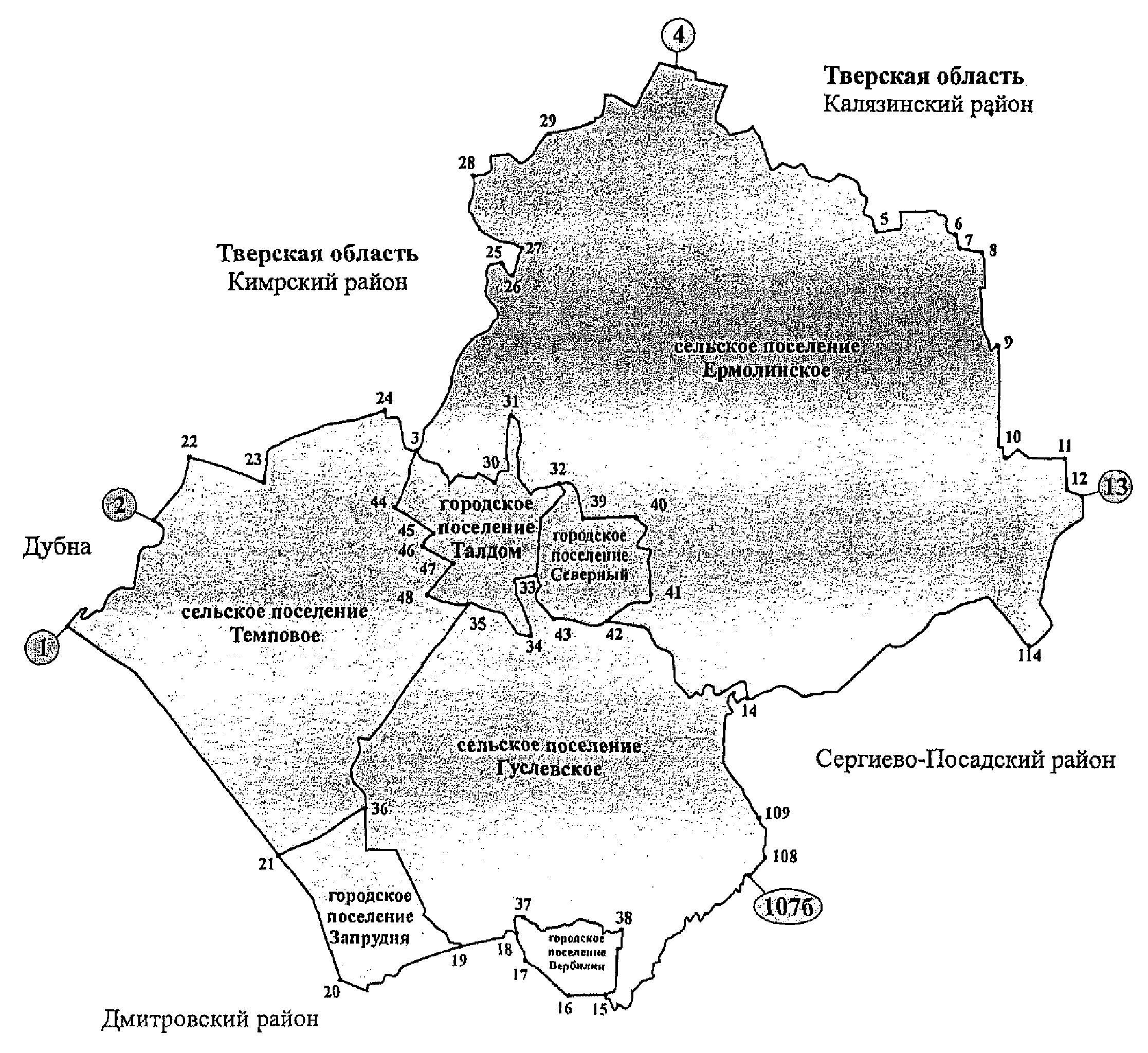
Вербилки (внизу) на карте Талдомского района. Карта 2005 года, до разделения Ермолинского поселения.

На 2012 год одно дневное и одно вечернее общеобразовательные учреждения, в которых занимается около 580 учащихся.
В Вербилках работает одно стационарное учреждение социального обслуживания для граждан пожилого возраста и инвалидов на 40 мест, численность граждан пожилого возраста по списку на 2008 год — 36 чел, и одно отделение социального обслуживания на дому, с числом обслуживаемых лиц пожилого возраста — 166 человек.
На территории посёлка функционирует детская библиотека с фондом 7938 экземпляров, взрослая библиотека с фондом 20610 экземпляров, детская школа искусств. Библиотеки не имеют своего помещения, располагаются в здании начальной школы.

### Здравоохранение
Здравоохранение включает в себя участковую больницу мощностью 230 посещений за смену, мощность стационара — 40 коек. Число врачей всех специальностей — 23 человека, среднего медицинского персонала — 41 человек. При больнице действует терапевтическое отделение, детское отделение. Поликлинику закрыли в 2023 году.
Больница в была построена в 1902 году. Главное здание больницы в то время включало в себя амбулаторию, аптеку, госпиталь, родильное отделение, а также отделение для содержания престарелых. Больничный комплекс включал в себя и ряд подсобных и хозяйственных помещений. В открытии больницы участвовал дмитровский уездный начальник. Учреждение задумывалось как фабричная больница, которая должна была вести обслуживание только рабочих фарфорового завода, но вскоре начался и прием деревенских жителей. Особую тревогу врачей в те года вызывал туберкулёз, которым страдали многие рабочие. В 1930 году в состав больничного комплекса вошел санаторий-диспансер для туберкулёзных больных.
В годы войны персонал больницы начал оказывать помощь раненым воинам, а уже в ноябре 1941 года здесь был развернут 102-й хирургический госпиталь. После войны в больницу вернулись не только старые врачи, штат пополнился и новыми квалифицированными кадрами. В шестидесятых годах на территории больничного комплекса было построено здание специального назначения, возведенное в рамках программы защиты от ядерной угрозы, однако в 1969 году это здание стало собственностью больницы.
На 2015 год больница вела обслуживание территории 25 деревень, на которой проживает около 8 тысяч человек, а также большого количества садовых товариществ, на территории которых летом временно проживает до 60 тысяч человек. Приём вели терапевты, невролог, стоматолог, акушер-гинеколог, дерматовенеролог и другие специалисты. Клиническая лаборатория при больнице, закрыта по распоряжению правительственных органов в сфере здравоохранения. С 2023 года закрыт и пункт фельдшерский, куда можно было обратиться за неотложной помощью, с 2022 года жители вынуждены обращаться за медицинской помощью в ближайшие больницы г. Талдома и п. Запрудня.

### Дом культуры
История Вербилковского Дома культуры начинается с объединения вербилковской молодёжи в организацию осенью 1918 года. Молодые люди, а их записалось в комсомол более 400 человек, очень активно проявляли себя во всех областях жизни посёлка, но у них не было помещения, где бы они могли собираться. Руководство завода пошло им навстречу и в 1921 году выделило полбарака, который строился тогда на Дмитровском проезде для прибывающих рабочих. Свой дом комсомольцы назвали клубом. Образовался там и первый кружок — духовой оркестр. Однако помещение вскоре сгорело.
Руководство завода понимало, что посёлку нужен клуб. На заводском собрании решили строить современное культурное учреждение. Деньги были выделены Москвой, их было недостаточно. Тогда на заводском собрании решили в течение года заработок за один день в месяц отчислять на строительство клуба и строить его собственными силами. Строили клуб на площадке рядом с парком, где у Гарднеров (первых владельцев завода) был выезд для лошадей. Получилось вместительное светлое уютное здание. По размеру оно было точно такое же, как и современное. Лицевая торцовая часть, где находились кинобудка и балкон на 50 мест, были из кирпича. Кирпичной была и задняя часть, там размещались сцена, гримёрная, костюмерная, котельная. Расположенный между ними высокий зрительный зал на 450 мест выполнили из дерева. Деревянными были и пристройки в виде крытых террас с восточной и западной сторон. Там размещались комнаты для работы по интересам. Открытие клуба состоялось 7 ноября 1924 года. Назывался он в то время «Нардом».
В 1951 году клуб был реконструирован и получил современное название Вербилковский Дом культуры. Он рассчитан на 432 места, работает 26 сотрудников.

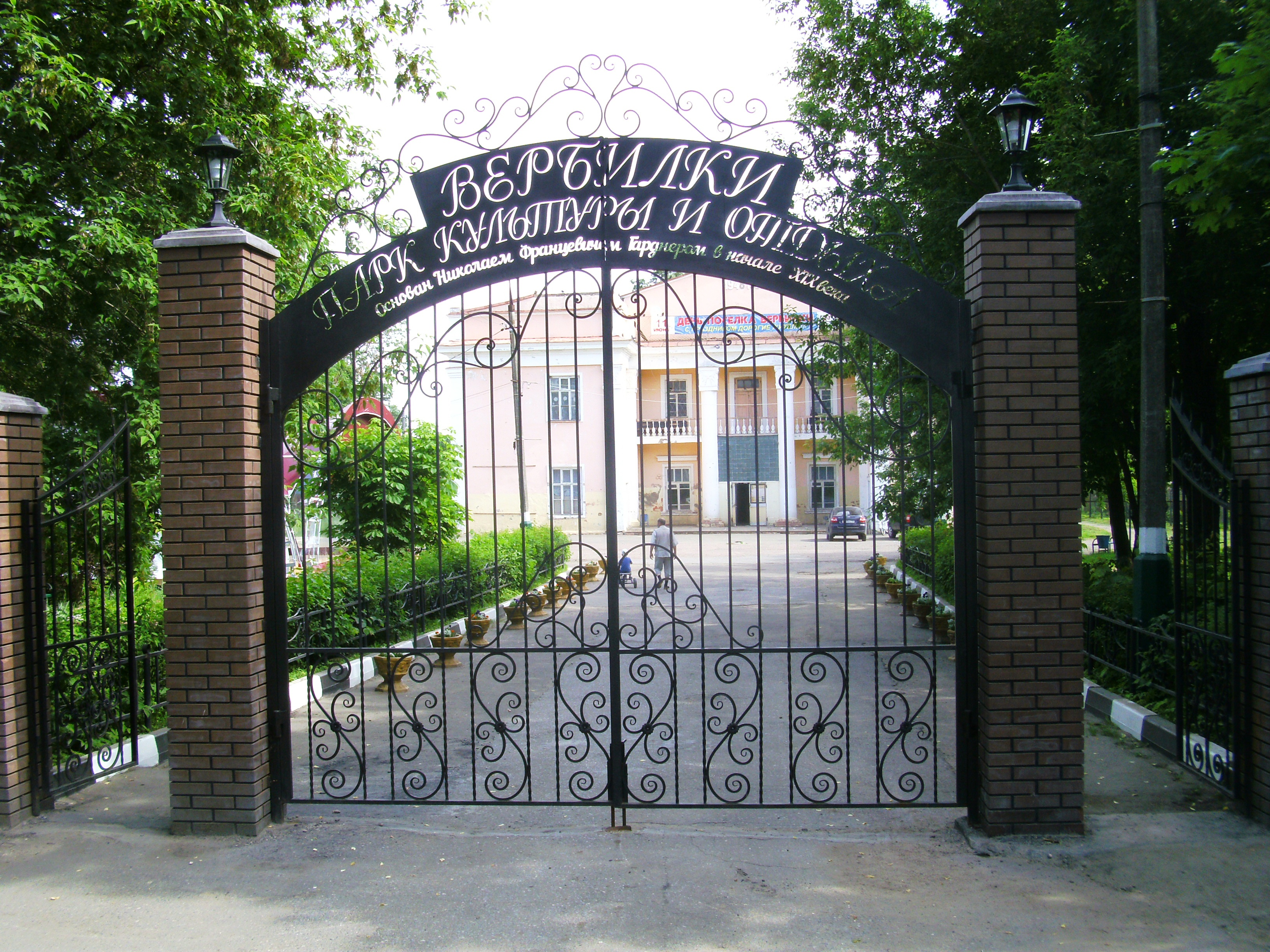
Вход в Парк культуры и отдыха (ПКиО)
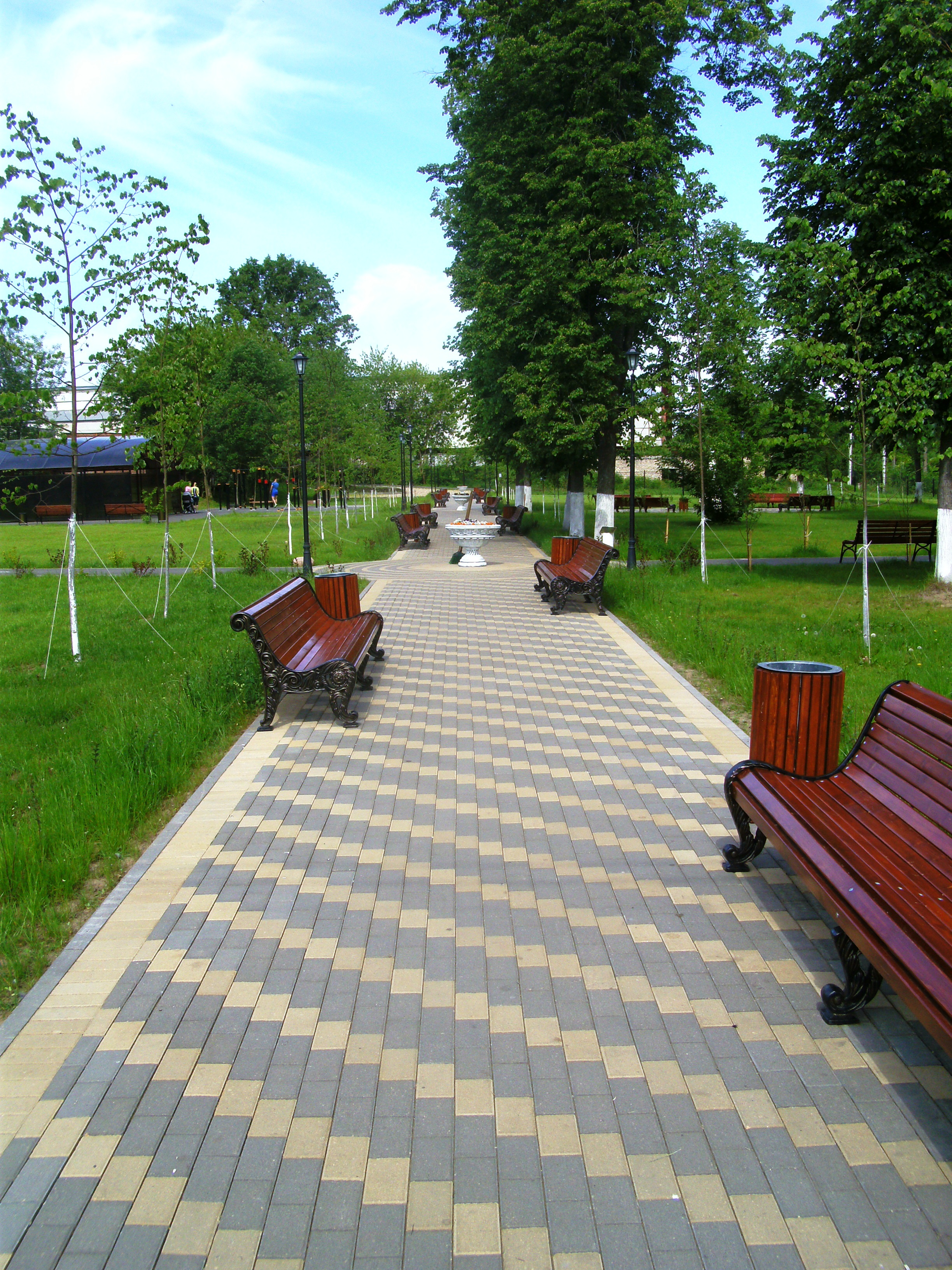
В ПКиО
Памятник Ф. Я. Гарднеру в ПКиО
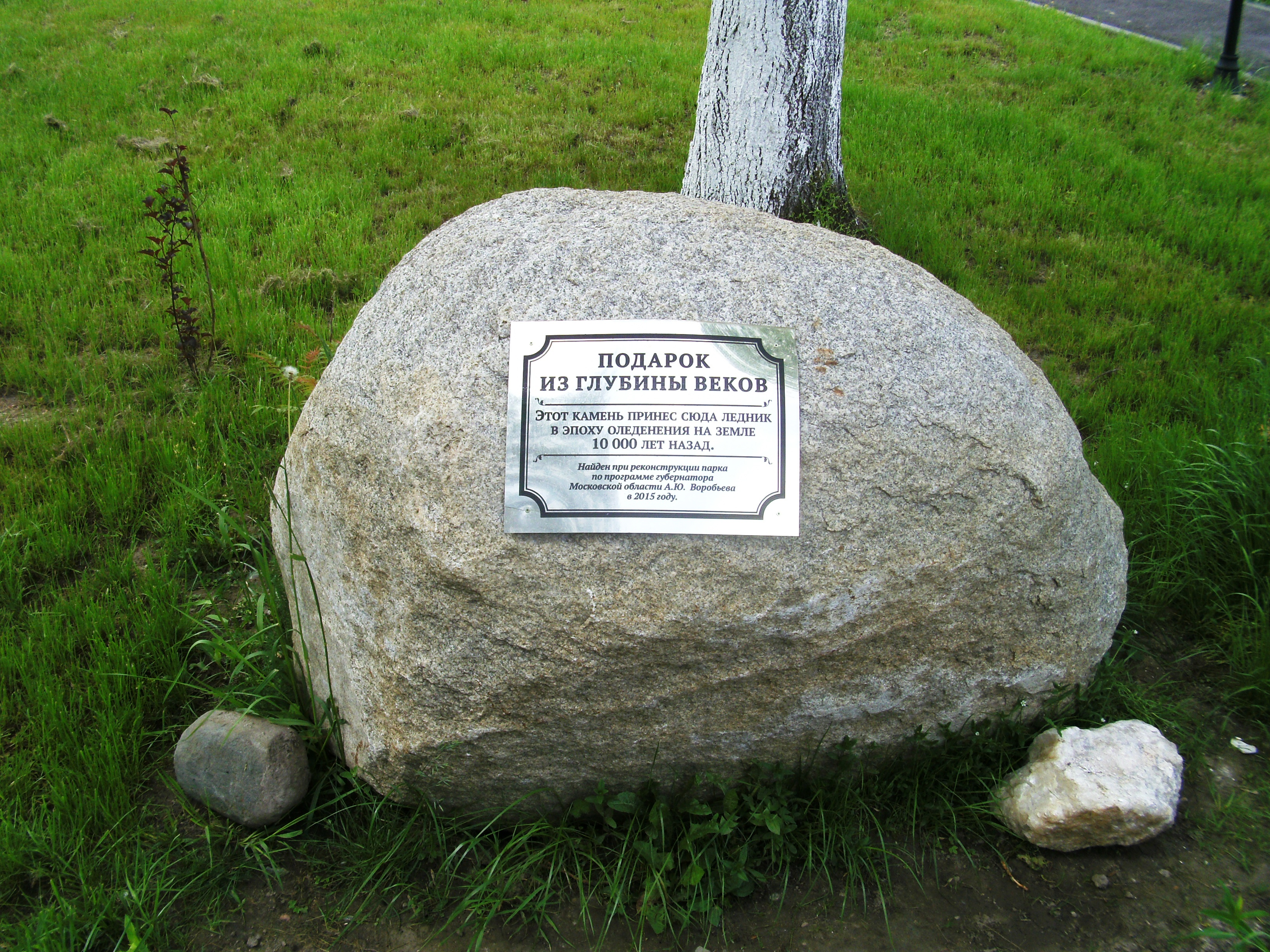
В ПКиО. «Подарок из глубины веков. Этот камень принёс сюда ледник в эпоху оледенения на Земле 10 000 лет назад». Обнаружен при реконструкции парка в 2015 году.

## Известные люди
- Баскаков, Андрей Иванович (1948—2014) — основатель общероссийской общественной организации Союз фотохудожников России и её председатель с 1990 по 2014 г. Заслуженный работник культуры Российской Федерации. Лауреат Премии Правительства РФ в области культуры (2010). Почётный член Союза фотохудожников Литвы (2010)[44].
- Батурин, Юрий Михайлович (род. 1949) — лётчик-космонавт Российской Федерации, Герой Российской Федерации, член-корреспондент РАН.
- Войлоков, Иван Гаврилович (1916—1943) — участник Великой Отечественной войны, гвардии сержант. Закрыл своим телом амбразуру пулемёта.
- Гарднер, Франц Яковлевич (1714—1790) — английский купец.
- Глебов-Вадбольский, Владимир Владимирович (1922—2012) — советский и российский скульптор-монументалист, педагог, профессор. Народный художник РФ.
- Горлов, Дмитрий Владимирович (1899—1988) — русский советский график, скульптор, мастер декоративно-прикладной пластики, один из основоположников отечественной анималистики. Заслуженный художник РСФСР.
- Забырин, Николай Владимирович (1923—1981) — советский военный лётчик, участник Великой Отечественной войны, Герой Советского Союза.
- Сергеев, Евгений Константинович (1937—2007) — советский и российский историк, краевед, журналист, публицист, общественный деятель.
- Слётов, Пётр Владимирович (1897—1981) — русский советский писатель.
- Урусов, Пётр Семёнович (1636—1686) — князь, русский государственный и военный деятель, стольник, кравчий, боярин и воевода; троюродный брат царя Алексея Михайловича.
- Фуряев, Геннадий Иванович (1936—2013) — строитель, Герой Социалистического Труда.

## Достопримечательности
- Церковь Александра Невского в Вербилках